# Anthony Oberschall
Anthony Richard Oberschall est un sociologue et philanthrope américain né en 1936 à Budapest (Royaume de Hongrie), spécialiste des mouvements sociaux et de la sociologie des conflits.

## Biographie
Oberschall obtient un Bachelor of Science en physique à l'Université Harvard en 1958, puis un doctorat en sociologie auprès de l'Université Columbia en 1962. Sa thèse porte sur les débuts de la recherche sociologique en Allemagne. Il devient professeur d'université la même année pour l'Université de Californie à Los Angeles, dans laquelle il passe quatre ans en tant qu'assistant professor. De 1966 à 1973, il enseigne à l'Université Yale, où il occupe cette fois un poste de professeur agrégé (associate professor). L'année 1973 marque la publication de son ouvrage Social Conflict and Social Movements, aujourd'hui considéré comme un ouvrage fondamental dans la théorie de la mobilisation des ressources. La même année, il enseigne à l'Université Vanderbilt, qu'il quitte en 1980 après avoir obtenu une chaire à l'Université de Caroline du Nord à Chapel Hill. Il prend sa retraite en 2002.
En complément de sa carrière universitaire, Oberschall occupe également des postes de conseiller politique. Avec Yves Tomić, il est interrogé en tant qu'expert dans le procès contre Vojislav Šešelj devant le Tribunal pénal international pour l'ex-Yougoslavie. Dans ce cadre, Oberschall traite des effets de la propagande nationaliste dont Šešelj est tenu pour responsable.

## Publications
- Empirical social Research in Germany 1848-1914, Mouton & Company, Paris, La Haye, 1965[2].
- Social Conflict and Social Movements, Prentice Hall, Englewood Cliffs, New Jersey, 1973[5].
- Social Movements: Interests, Ideologies and Identities, Transaction Books, Nouveau-Brunswick, 1993[6].
- "The Manipulation of Ethnicity: From Cooperation to Violence and War in Yugoslavia", Ethnic and Racial Studies, vol. 23, n°6, pp. 982-1001, 2000[7].
- "Preventing Genocide", Contemporary Sociology, vol. 29, n°1, pp. 1-13, 2000[8].
- Conflict and Peace Building in Divided Societies: Responses to Ethnic Violence, Routledge, Londres, New York, 2007[9],[10].